# Photedes morrisii
Photedes morrisii is een vlinder uit de familie uilen (Noctuidae). De wetenschappelijke naam is voor het eerst geldig gepubliceerd in 1837 door Dale.
De soort komt voor in Europa.